# César Elizondo
César Gerardo Elizondo Quesada (San Isidro de El General, Pérez Zeledón, 10 de febrero de 1988) es un futbolista costarricense. Actualmente se encuentra sin equipo.

## Selección nacional
Hizo su debut el 9 de febrero del 2011 en un partido amistoso ante Venezuela. Ha jugado con las selecciones Sub-17 y Sub-20 de Costa Rica. En la Copa Mundial de Fútbol Sub-17 de 2005 de Perú, anotó el segundo gol en la victoria frente a los locales.

### Participaciones en Copas del Mundo
| Torneo                 | Sede   | Resultado        |
| ---------------------- | ------ | ---------------- |
| Mundial Sub-17 de 2005 | Perú   | Octavos de final |
| Mundial Sub-20 de 2007 | Canadá | Primera fase     |

### Participaciones en Copa América
| Torneo            | Sede      | Resultado    |
| ----------------- | --------- | ------------ |
| Copa América 2011 | Argentina | Primera fase |

## Clubes
| Club                             | País           | Año         |
| -------------------------------- | -------------- | ----------- |
| Deportivo Saprissa               | Costa Rica     | 2005 - 2010 |
| Municipal Pérez Zeledón (cedido) | Costa Rica     | 2010        |
| Deportivo Saprissa               | Costa Rica     | 2011 - 2013 |
| Buriram United FC                | Tailandia      | 2013        |
| Carolina RailHawks               | Estados Unidos | 2013 - 2014 |
| San Antonio Scorpions            | Estados Unidos | 2014 - 2016 |
| Municipal Pérez Zeledón          | Costa Rica     | 2016        |
| San Antonio Scorpions            | Estados Unidos | 2017 -      |